# Fíkovna (Dobříš)
Fíkovna v Dobříši je zaniklá stavba, která stála západně od zámku v západní části zahradnictví.

## Historie
Fíkovna byla postavena v roce 1766 společně se zámkem jako zděná stavba 32 metrů dlouhá, 9 metrů široká a 6 metrů vysoká, směrem k jihu dřevěná. Měla pojízdnou, třídílnou šindelovou střechu, jejíž konstrukci bylo možné po kolejnici odsunout pomocí litinových koleček. Střecha zůstávala otevřená zpravidla od konce května do října. Za špatného počasí a přes zimu uzavírala tato konstrukce fíkovnu jako klasická střecha. V zimě se pak prostor vytápěl velkými hliněnými kamny na teplotu minimálně 2°C.
Původně zde rostlo 16 velkých fíkovníků, které se pnuly po vztyčených laťkách u stěn. Jeden ze dvou nejstarších (kolem 160 let) měl vyřezán nápis 1766, rok výstavby fíkovny. Při tuhých mrazech v roce 1929 však téměř všechny fíky pomrzly a z původních stromů zůstaly pouze dva. Na jaře 1930 byly dovezeny nové stromky z Itálie a o rok později zde již rostlo opět 16 fíkových stromů o výšce přibližně 180 cm a dalších 14 fíků, které se pnuly po latích. Přesto již fíky nikdy neplodily tak jako dříve a fíkovna zanikla.
Roku 1966 se z fíkovny stala přestavbou prodejna ovoce a zeleniny. Došlo také k demolici zdi kolem zahradnictví, která původně vedla od zámecké brány až ke staré lékárně. Roku 1982 pak byla fíkovna spolu s vyřezávanými skleníky a pařeništěm zbořena z důvodu výstavby nového zdravotního střediska.